# Edinanci Silva
Edinanci Fernandes da Silva (Sousa, 23 de agosto de 1976) es una deportista brasileña que compitió en judo.
Ganó dos medallas en el Campeonato Mundial de Judo en los años 1997 y 2003, y seis medallas en el Campeonato Panamericano de Judo entre los años 1997 y 2008. En los Juegos Panamericanos consiguió tres medallas entre los años 1999 y 2007.

## Palmarés internacional
| Campeonato Mundial      | Campeonato Mundial              | Campeonato Mundial | Campeonato Mundial |
| Año                     | Lugar                           | Medalla            | Categoría          |
| ----------------------- | ------------------------------- | ------------------ | ------------------ |
| 1997                    | París (Francia)                 | Medalla de bronce  | –72 kg             |
| 2003                    | Osaka (Japón)                   | Medalla de bronce  | –78 kg             |
| Juegos Panamericanos    |                                 |                    |                    |
| Año                     | Lugar                           | Medalla            | Categoría          |
| 1999                    | Winnipeg (Canadá)               | Medalla de bronce  | –78 kg             |
| 2003                    | Santo Domingo (Rep. Dominicana) | Medalla de oro     | –78 kg             |
| 2007                    | Río de Janeiro (Brasil)         | Medalla de oro     | –78 kg             |
| Campeonato Panamericano |                                 |                    |                    |
| Año                     | Lugar                           | Medalla            | Categoría          |
| 1997                    | Guadalajara (México)            | Medalla de bronce  | –72 kg             |
| 2003                    | Salvador (Brasil)               | Medalla de oro     | –78 kg             |
| 2004                    | Isla de Margarita (Venezuela)   | Medalla de oro     | –78 kg             |
| 2006                    | Buenos Aires (Argentina)        | Medalla de oro     | –78 kg             |
| 2007                    | Montreal (Canadá)               | Medalla de oro     | –78 kg             |
| 2008                    | Miami (Estados Unidos)          | Medalla de plata   | –78 kg             |